# Uijeongbu-dong
Uijeongbu-dong (koreanska: 의정부동) är en stadsdel i staden Uijeongbu i provinsen Gyeonggi i den norra delen av Sydkorea, 20 km norr om huvudstaden Seoul.
Stadsdelen omfattar de centrala delarna av staden Uijeongbu kring tunnelbanestationen på linje 1 i Seouls tunnelbana.

## Indelning
Administrativt är Uijeongbu-dong indelat i:
| Namn      | Namn                 | Yta km² | Invånare 31 dec 2020 |
| --------- | -------------------- | ------- | -------------------- |
| 의정부1동 | Uijeongbu 1(il)-dong | 1,95    | 32 834               |
| 의정부2동 | Uijeongbu 2(i)-dong  | 2,48    | 31 920               |